# Otto Hassenstein
Friedrich Heinrich Otto Hassenstein (* 7. Januar 1837 in Kaukehmen; † 25. Februar 1915 in Königsberg) war ein deutscher Jurist, Richter, Senatspräsident und Präsident des Oberlandesgerichts in Marienwerder.

## Leben und Wirken
Otto Hassenstein entstammte der Insterburger Linie der Familie Hassenstein. Seine Eltern waren der Kaukehmer Landgerichtsdirektor Heinrich Hassenstein (1803–1839) und Wilhelmine, geb. Mittelsteiner (1802–1865). Hassenstein immatrikulierte sich im Sommersemester 1853 an der Universität Königsberg für das Fach Jura. Im August 1858 wurde der Auskultator Hassenstein beim Appellationsgericht Insterburg zum Referendar ernannt. 1862 schloss er seine Ausbildung mit der großen Juristischen Staatsprüfung als Assessor ab. Die Heirat mit Betty Gross folgte 1864 in Marggrabowa, wo er als Kreisrichter wirkte. Es folgten richterliche Verwendungen an den Kreisgerichten Lyck (1870) und Lötzen (1871). 1879 wurde Otto Hassenstein zum Landgerichtsrat beim Landgericht Lyck ernannt. Die Ernennung zum Direktor des LG Lyck erfolgte 1881. Er wurde wiederum 1886 an der Oberlandesgericht Königsberg versetzt. Eine weitere Beförderung erhielt Hassenstein durch seine Versetzung an das Oberlandesgericht Marienwerder in der Funktion als Senatspräsident mit Wirkung zum 1. Januar 1892. In dieser Position vertrat er bereits fast 6 Jahre lang kommissarisch die vakante Präsidentenstelle. Zum 1. August 1900 wurde Otto Hassenstein schließlich definitiv Präsident des OLG Marienwerder, wo er 1906 in den Ruhestand verabschiedet wurde.
Er spendete regelmäßig für das Stiftungsprogramm „Stipendium Masovianum“ des Gymnasiums Lyck. Am 12. März 1906 beging Hassenstein sein 50-jähriges Dienstjubiläum.

## Ehrungen und Auszeichnungen
- Roter Adlerorden 3. Klasse mit der Schleife[9]
- 1897: Geheimer Oberjustizrat mit dem Rang der Räte 2. Klasse[5]
- 1901: Roter Adlerorden 2. Klasse mit Eichenlaub[10]
- 1906: Kronenorden 2. Klasse mit dem Stern[11]
- 1907: Ernennung zum Wirklichen Geheimen Oberjustizrat mit dem Rang der Räte 1. Klasse[12]